# Аллилуия (альбом)
«Аллилуия» — дебютный альбом новой группы Вячеслава Бутусова «Орден Славы», выпущенный 15 ноября 2019 года. В альбом вошли тринадцать композиций (в их числе ранее исполнявшийся сингл «Идиот», вышедший 8 ноября 2019 и две версии песни «Чудное мгновение» на стихотворение А. С. Пушкина).
Запись альбома «Аллилуия» проходила летом 2019 в московской студии «Синелаб», где была записана «электрическая» часть, и в санкт-петербургском Доме Радио, где были записаны инструменты симфонического оркестра и детский хор. Мастеринг осуществлён в сентябре Бобом Людвигом (США).
Релиз пластинки состоялся 15 ноября 2019 года.

## Список композиций
| №                   | Название                 | Длительность |
| ------------------- | ------------------------ | ------------ |
| 1.                  | «Герои»                  | 5:01         |
| 2.                  | «Кровавая река»          | 4:00         |
| 3.                  | «Идиот»                  | 3:48         |
| 4.                  | «К ангелам»              | 4:28         |
| 5.                  | «1915»                   | 5:30         |
| 6.                  | «Чудное мгновение»       | 4:12         |
| 7.                  | «Чудное мгновение 2»     | 4:48         |
| 8.                  | «Дети сидят в интернете» | 4:30         |
| 9.                  | «Если я стану рыбой»     | 5:00         |
| 10.                 | «Аллилуия, София!»       | 4:01         |
| 11.                 | «Вечное молчание»        | 4:12         |
| 12.                 | «Звезда небосвода»       | 5:06         |
| 13.                 | «Поэт и правитель»       | 4:10         |
| Общая длительность: | Общая длительность:      | 58:46        |

## Клипы
- 2019 — «Дети сидят в интернете» (реж. Олег Ракович)
- 2020 — «Идиот» (реж. В. Пономарёв)

## Участники записи
- Вячеслав Бутусов — вокал, гитары, автор;
- Вячеслав Суори — гитара;
- Руслан Гаджиев — бас-гитара;
- Денис Маринкин — ударные.

## Об альбоме
Сам Бутусов сказал о релизе — «альбом-свидетельство и альбом-покаяние; духоподъёмный, как вера; жизнеутверждающий, как надежда; драматичный, как любовь».
На стихотворение Александра Пушкина «Я помню чудное мгновенье…» Вячеслав Бутусов написал сразу две мелодии, песни вошли в альбом под названиями «Чудное мгновение». В своей книге «Архия» Бутусов писал: «Итак, я живу в Пушкине, а он во мне». Музыкант действительно проживает под Санкт-Петербургом в городе Пушкин, также известном как Царское село.
В декабре 2019 года Бутусов дал интервью Виталию Лейбину для журнала «Русский репортёр». Было рассказано в том числе об альбоме и о группе «Орден Славы».

## Критика
Алексей Мажаев написал рецензию на альбом для портала Indermedia. Про композиции «Чудное мгновение», он отметил: «Большинство попыток призвать в поэты-песенники Пушкина, Лермонтова и других классиков сталкивается с очевидной проблемой: гениальным стихам, тем более общеизвестным, нужна столь же гениальная музыка, иначе получается натужно и неловко. Обратных примеров минимум, и версии Бутусова, увы, тоже не пополнили этот список редких удач. «Нуарная» песня «Идиот», навеянная атмосферой Достоевского, выглядит куда более интересной».
Далее в рецензии отмечено, «При Бутусове остались проникновенная манера исполнения, здравый смысл, ироничное отношение к жизни — не так уж мало, чтобы по-прежнему быть интересным публике. Но нет больше поэта Кормильцева, распущены группы «Наутилус Помпилиус» и «Ю-Питер», а сопровождающий проект теперь многозначительно называется «Орден Славы». Возможно, весь этот ребрендинг должен был подчеркнуть, что в творчестве Вячеслава Бутусова наступил новый этап, и, пока публика ищет отголоски старых хитов и находит непрямые цитаты из «Бриллиантовых дорог» в словах песни «Герои», музыкант настойчиво ведёт слушателя к чему-то другому.
В аранжировках появилось больше благостных скрипок, флейт и детских хоров, а в текстах — религиозных отсылок. Вместо привычного определения «русский рок» стилистику альбома можно было бы назвать «христианским роком», хотя в наших палестинах этот жанр не слишком распространён. В целом же «Аллилуия» похожа на работу бравого ветерана, который находится в отличной физической форме, но не желает предаваться своим былым занятиям и даже вспоминать о них. Он нашёл новый путь и идёт по нему, не обращая внимания на то, что вместо прежней толпы его сопровождает небольшая горстка людей».